# Krönekentjånne
Krönekentjånne är en sjö i Strömsunds kommun i Jämtland och ingår i Ångermanälvens huvudavrinningsområde. Sjön har en area på 0,0507 kvadratkilometer och ligger 766,8 meter över havet. Krönekentjånne ligger i Frostvikenfjällen Natura 2000-område.

## Delavrinningsområde
Krönekentjånne ingår i det delavrinningsområde (717981-145087) som SMHI kallar för Inloppet i Bijje-Krönekenjaure. Medelhöjden är 792 meter över havet och ytan är 2,19 kvadratkilometer. Det finns ett avrinningsområde uppströms, och räknas det in blir den ackumulerade arean 2,94 kvadratkilometer. Vattendraget som avvattnar avrinningsområdet har biflödesordning 5, vilket innebär att vattnet flödar genom totalt 5 vattendrag innan det når havet efter 307 kilometer. Avrinningsområdet består mestadels av skog (59 procent) och kalfjäll (38 procent). Avrinningsområdet har 0,08 kvadratkilometer vattenytor vilket ger det en sjöprocent på 3,8 procent.